# Pahāsu
Pahāsu är en ort i Indien.   Den ligger i distriktet Bulandshahr och delstaten Uttar Pradesh, i den norra delen av landet, 100 km sydost om huvudstaden New Delhi. Pahāsu ligger 196 meter över havet och antalet invånare är 18 854.
Terrängen runt Pahāsu är mycket platt. Runt Pahāsu är det tätbefolkat, med 762 invånare per kvadratkilometer. Närmaste större samhälle är Dibai, 19,8 km öster om Pahāsu. Trakten runt Pahāsu består till största delen av jordbruksmark.